# Kalpa

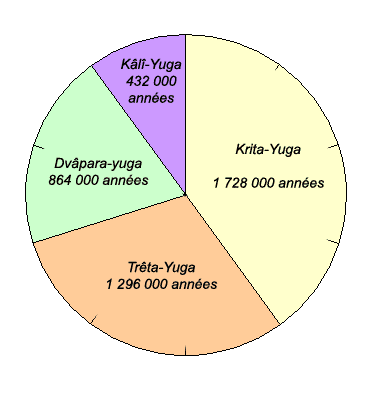
Mahajuga w hinduizmie

Kalpa (sanskryt), eon – określenie bardzo długich okresów w historii świata w hinduizmie i buddyzmie.

## Hinduizm
W hinduizmie kalpa jest okresem odpowiadającym jednemu dniowi Brahmy, na który składa się tysiąc cykli mahajuga, złożonym z czterech jug (satja, treta, dwapara i kali), co równa się 4 320 000 000 lat ziemskich. Noc Brahmy ma taką samą długość. Czas istnienia świata równa się długości życia Brahmy, które trwa 100 „jego” lat, co w przeliczeniu na lata ziemskie daje 311 040 000 000 000.

### Cykl czterech jug
- 1008 Mahajug = 1 Kalpa = 1 dzień Brahmy

(2 Kalpy oznaczają jeden dzień i jedną noc Brahmy, 8,64 miliarda lat)
- 30 dni Brahmy = 1 miesiąc Brahmy (259,2 miliarda lat)
- 12 miesięcy Brahmy = 1 rok Brahmy (3,1104 biliona lat)
- 50 lat Brahmy = 1 Parārdha
- 2 parardhas = 100 lat Brahmy = 1 Para = 1 Mahā-Kalpa (całkowita długość życia Brahmy to 311,04 biliona lat)[1]

Jeden dzień Brahmy dzieli się na 10 000 części zwanych charaṇas, które dzielą się w następujący sposób:
| 4 charaṇas (1 728 000 lat) | Satjajuga   |
| 3 charaṇas (1 296 000 lat) | Tretajuga   |
| 2 charaṇas (864 000 lat)   | Dwaparajuga |
| 1 charaṇas (432 000 lat)   | Kalijuga    |

## Buddyzm
Kalpa (pali. kappa) – krańcowo długi okres. Sutry i śastry definiują jej długość na różne sposoby. Ogólnie dzieli się je na dwie kategorie: kalpy wymierne i niewymierne. Są trzy rodzaje kalp wymiernych: wielkie, średnie i małe. Kalpa mała liczy w przybliżeniu 16 milionów lat. Podstawowa kalpa jest okresem obejmującym 139 650 lat. Tysiąc tych kalp tworzy małą kalpę, dwadzieścia małych kalp to jedna średnia kalpa. Wielka kalpa to cztery średnie kalpy.
Okres istnienia świata ma wynosić cztery wielkie kalpy (44 688 000 000 lat): rozpad świata (pali. samvaññakappa), trwanie chaosu (pali samvañña-ññhàyã), formowanie się świata (pali vivañña-kappa), trwanie świata (pali vivañña-ññhàyã). Opisy tych części można znaleźć w Kanonie palijskim:
- Kappa Sutta (AN.IV.156)
- Metta Sutta (AN.VII.62)

Według Abhidharmakośa śāstra czas istnienia świata, czyli jedna wielka kalpa (pali mahākappa) składa się z czterech okresów zwanych także czterema kalpami (pali asamkheyyakappa):
- formowanie się świata
- rozwój
- trwanie świata
- schyłek i rozpad (chaos)

Każdy z tych czterech okresów trwa przez 20 małych kalp (pali antarakappa) i jest to równe jednej średniej kalpie. Z kolei każda antarakappa jest podzielona na osiem yuga, czyli er.
Jak wspomniano powyżej, każda mahākappa dzieli się na cztery części (skt catvārah kalpāh). Według Anguttara-nikāya i innych tekstów egzystencja mahākalpy wygląda następująco:
1. Inwolucja kalpy (samvatta-kappa): okres, podczas którego poprzedni system świata (pali cakkavāla) jest całkowicie niszczony lub rozkładany na elementy składowe. Większość „istot” odradza się teraz w świecie Brahmy, który nie podlega rozkładowi. Chociaż teksty palijskie nie wspominają, co się dzieje z innymi istotami, można przypuszczać, że odradzają się w innych systemach świata zgodnie ze swoją karmą.
2. Kontynuacja inwolucji (samvatta-tthāyī): jest to świat podzielony biegunowo, bez styczności obu krańców. Z jednej strony mamy pozostałą energię materii przedstawiającą ograniczoną przedmiotowość, a z drugiej – świat Brahmy i jego mieszkańców przedstawiających krańcową podmiotowość. Proces integracji zaczyna się dopiero w trzeciej kalpie.
3. Okres ewolucji (vivatta-kappa): powolny proces integracji. Światowy system reewoluuje z resztek energii materii, a większość istot zamieszkujących świat Brahmy odradza się na ziemi, gdzie przez niezmiernie długi okres żyją w taki sam sposób w jaki żyli w niebie, żywiąc się zachwytem i będąc istotami świetlistymi i wytworami umysłu. Te świetliste i wręcz niematerialne istoty są bezpłciowe. Ziemia jest ciemna i pokryta wodą, czyli promienie słoneczne nie są rozpraszane przez atmosferę. To, co dzieje się w miarę upływu czasu, przedstawia Aggaññasutta z Dīghanikāyi; ziemia zaczyna wyglądać jak szumowiny tworzące się na powierzchni gotowanego ryżu, który stygnie. Owe istoty zaczynają się odżywiać tymi szumowinami. Znajdując przyjemność w smaku, stają się stopniowo pełne pragnień. Stają się przepełnione pragnieniem owych szumowin i coraz bardziej zależą od nich jako jedynego pożywienia. Ich uprzednio świetliste i eteryczne ciała stają się stopniowo coraz grubsze i solidne. W miarę upływu czasu zaczynają się także różnić kształtami i urodą. W międzyczasie ziemia coraz bardziej oddziela się od wody, mgła odsuwa się od powierzchni, a słońce i księżyc zaczynają nad nią świecić. Gdy proces „ewolucji” trwa, pierwsze pokazują się porosty lub grzybowate, następnie pną się rośliny, a na końcu zboża. Istoty różnicują się coraz bardziej, stają się coraz bardziej solidne, coraz bardziej świadome różnic, aż w końcu są już podzielone nie tylko na rodzaje, ale i płcie. Można powiedzieć, że zakończył się proces upadku Człowieka. Z powstaniem dwu płci pojawiły się pożądanie i namiętność, nienawiść i wrogość, seksualna moralność, instytucja rodziny i własności, prawo i zbrodnia, w końcu rządy i społeczne różnice.
4. Okres trwającej ewolucji (vivatta-tthāyī kalpa); jest to okres, w którym mniej więcej żyjemy obecnie. Ten system świata utrzymuje siebie na etapie ewolucji osiągniętej w poprzednim okresie i będzie to trwało aż do nowej mahākalpy.

Trzeba tu podkreślić, że ta linia biologicznego rozwoju nie jest pojedyncza, ale podwójna. Każdy krok w ewolucyjnym procesie jest wynikiem relacji pomiędzy ruchem w górę (rozwojem) materialnego postępu i ruchem w dół (inwolucją) psychicznej i duchowej degeneracji. Człowiek jest nie tylko rozwiniętą małpą, ale też upadłym aniołem. Historia ludzkiej rasy może być podsumowana jako duchowa inwolucja w biologicznej ewolucji.
Bardzo często kalpa oznacza również [niesprecyzowany] bardzo długi czas albo nawet czas istnienia wszechświata. Opisywano ją wielorako, np. kalpa jest dłuższa niż czas potrzebny do starcia kamiennej kostki o bokach po 18 kilometrów każdy.